# Joseph van Voorst tot Voorst
Josephus Joannes Franciscus Antonius Mathias baron van Voorst tot Voorst en Schadewijk (Didam, 27 maart 1767 - Duiven, 24 maart 1841), heer van Schadewijk, was een Nederlands generaal.

## Levensloop
Van Voorst was een zoon van Johannes-Aegidius van Voorst tot Voorst en Maria-Theodora van Goltstein. Hij trouwde in 1797 met Maria-Anna van Schueren (1778-1797).
Hij werd generaal-majoor en commandant van de provincie Gelderland. 
In 1814 verkreeg hij van de soevereine vorst Willem I erkenning van adel en opname in de ridderschap van de provincie Gelderland. In 1820 verkreeg hij de titel baron, overdraagbaar op zijn mannelijke afstammelingen. 
Sommige van zijn achterkleinkinderen, kinderen van François baron van Voorst tot Voorst (1884-1955) en zijn tweede echtgenote burggravin Antoinette van Aefferden (1895-1976), maakten aanspraak op het lidmaatschap van de Belgische erfelijke adel, wat ze verkregen.